# Bílovice-Lutotín
Pour les articles homonymes, voir Bílovice.
Bílovice-Lutotín (en allemand : Bilowitz et Lutotein) est une commune du district de Prostějov, dans la région d'Olomouc, en Tchéquie. Sa population s'élevait à 511 habitants en 2023.

## Géographie
Bílovice-Lutotín se trouve à 7 km au nord-ouest de Prostějov, à 18 km au sud-ouest d'Olomouc, à 48 km au nord-est de Brno et à 198 km à l'est-sud-est de Prague.
La commune est limitée par Hluchov au nord, par Kostelec na Hané au nord et à l'est, par Mostkovice et Lešany au sud, et par Zdětín à l'ouest.

## Histoire
La première mention écrite de la localité remonte à 1305.

## Transports
Par la route, Bílovice-Lutotín se trouve à 8 km de Prostějov, à 23,5 km d'Olomouc et à 252 km de Prague.